# Рудольфс Бангерскіс
Рудольф Бангерскіс (латис. Rūdolfs Bangerskis), також знаний як Рудольф Карлович Бангерський (рос. Рудольф Карлович Бангерский; 21 липня 1878 — 25 лютого 1958) — латиський офіцер, полковник Російської імператорської армії (1916), генерал-лейтенант Російської армії (1920), міністр оборони Латвії (1926—1928), генерал-інспектор Латиського легіону СС, группенфюрер СС і генерал-лейтенант військ СС (1 вересня 1943), президент Латвійського Національного комітету (1945).

## Біографія
Син фермера.
Закінчив Яунелгавську міську школу (1895), Санкт-Петербурзьке піхотне юнкерське училище (1901) і Імператорську Миколаївську військову академію (23 липня 1914). Поступив добровольцем в Ризький навчальний унтер-офіцерський батальйон (20 жовтня 1895), з серпня 1897 по 3 вересня 1898 року служив у 145-му піхотному Новочеркаському Імператора Олександра III полку 37-ї піхотної дивізії в Санкт-Петербурзі.
Випущений з училища підпоручиком в 93-й Іркутський піхотний полк (13 серпня 1901). Переведений в 96-й піхотний Омський полк 24-ї піхотної дивізії в Пскові (25 листопада 1901), знову повернутий в 93-й Іркутський піхотний полк (9 травня 1902 — 16 жовтня 1904).
Учасник російсько-японської війни в складі 36-го піхотного Орловського полку 9-ї піхотної дивізії (16 жовтня 1904 — листопад 1905), поручик за бойові заслуги (13 серпня 1905), перебував у відпустці через хворобу (листопад 1905 — лютий 1906). Повернувся в 36-й піхотний Орловський полк в Кременчуці, командир роти (березень 1906 — 1 жовтня 1912), штабс-капітан (13 серпня 1910).
Учасник Першої світової війни, командир 10-ї роти 36-го піхотного Орловського полку 9-ї піхотної дивізії (25 липня — 10 вересня 1914); офіцер для доручень штабу 4-ї армії (10 вересня 1914 — 8 березня 1915), капітан (30 грудня 1914); старший ад'ютант штабу 31-го армійського корпусу (8 березня 7 серпня 1915); переведений в 5-у армію, брав активну участь у створенні латиських стрілецьких полків в Усть-Двінську; командир 1-го латиського Усть-Двінського (Даугавгрівського) стрілецького батальйону (з 12 серпня 1915); підполковник (20 жовтня 1916), тимчасово командував 2-м Ризьким (5 листопада — 19 грудня 1916) та 4-м Відземського (27 січня — 11 листопада 1917) латиського стрілецького полками; виконував обов'язки начальника штабу Зведеної Латиської стрілецької дивізії в складі 6-го Сибірського армійського корпусу 12-ї армії (20 грудня 1916 — 26 січня 1917), полковник за бойові заслуги (30 грудня 1916); командир 17-го Сибірського стрілецького полку 5-ї Сибірської стрілецької дивізії 2-го Сибірського армійського корпусу (11 лютого 1917 — 3 березня 1918).

### В армії адмірала Колчака
Під час Громадянської війни займав командні пости в армії адмірала Колчака. На початку 1918 роуц перебував у відпустці на батьківщині. Прибувши з відпустки, дізнався, що його 17-й Сибірський стрілецький полк відбув на схід. Слідуючи за полком опинився в Троїцьку Оренбурзької губернії, де був звільнений з армії більшовиками (березень 1918). Потім виїхав до Єкатеринбурга, де залишався до звільнення міста від більшовиків.
Зі встановленням влади білих призначений виконувачем обов'язків чергового генерала штабу гарнізону Єкатеринбурга (з 29 липня 1918). Начальник штабу 2-ї (з 19 серпня 1918 — 7-а) Уральської гірських стрільців дивізії (6 серпня — 10 вересня, 18 вересня, 22 вересня — 5 жовтня, 29 жовтня 1918); начальник 11-ї Уральської (16 — 24 березня 1919), і 12-ї Уральської (30 жовтня 1918 — 4 листопада 1919) стрілецьких дивізій Західної армії, генерал-майор (5 лютого 1919); командувач Уфімською групою військ (4 листопада 1919 — 20 лютого 1920). На чолі дивізії брав участь в весняний наступ армій адмірала Колчака, боях під Уфою, Златоустом, Челябінськом і на Тобол. Учасник Сибірського Крижаного походу, очолював одну з колон 3-й армії.
У Збройних силах Російської Східної околиці обіймав посаду начальника Уфімської стрілецької дивізії (4-й Уфимський імені генерала Корнілова полк, 8-й Камський стрілецький полк, Урало-Алтайський кінний полк, Уфимський кінний полк, артилерійський дивізіон і важка батарея) в складі 3-го стрілецького корпусу генерала Молчанова, був членом Військової ради (з 8 травня 1920), генерал-лейтенант (30 червня 1920). Постановою наради представників башкир від 15 червня 1920 зарахований до списків почесних козаків (Іль-джигіти) Башкирського війська. Командувач військами Читинського району (12 серпня — 21 жовтня 1920). Після залишення Східною армією Далекосхідного Забайкалля через пустелю в Монголії дістався до Харбіна (9 грудня 1920).
Голова створеного в Харбіні Союзу чинів Далекосхідної армії (Союз не знайшов притулку в Харбіні і змушений був перебратися до Владивостока, де його діяльність згорнулася остаточно). З Владивостока через Японію і Корею прибув в Шанхай (березень 1921). Виїхав в Європу з Шанхая 31 липня 1921 року на пароплаві «Ямато-мару» і 10 листопада 1921 року через Марсель і Париж прибув до Латвії.

### У латвійській армії
З лютого 1924 року — командир 1-ї Курземської дивізії. З 23 грудня 1924 по 24 грудня 1925 і з 18 грудня 1926 по 23 січня 1928 року — міністр оборони Латвії. Потім командував 3-ю Латгальською і 4-ю Земгальскою дивізіями. З 27 вересня 1930 року — начальник курсів бойової підготовки. У жовтні 1936 вийшов у відставку в зв'язку з досягненням максимального для служби віку. Працював виконавчим директором акціонерного товариства «Кіегеліс». Був членом Латвійської торгово-промислової палати.

### У військах СС
У зв'язку з подіями червня 1940, після приєднання Латвії до СРСР, відставний генерал-майор вважав за краще перечекати складний для себе період (він був видною військової фігурою в період диктатури Улманіса) на хуторі, займаючись сільським господарством.
З липня 1941 року Бангерскіс залишив хутірський спосіб життя і приєднався до угруповання прихильників Улманіса, засланого за радянських часів в Ставрополь і потім до Туркменістану, який помер там від дизентерії. Зокрема, він висловив готовність співпрацювати з популярним в латиській середовищі довоєнним політичним діячем Альфредом Валдманісом, який обіймав посаду міністра фінансів. Пронацистськи налаштована фракція Валдманіса намагалася випередити «перконкрустовців» на чолі з Густавсом Целміньшем в справі утвердження свого політичного впливу в умовах нового режиму. У підсумку німецьке військове командування вважало за краще схилитися в бік представників військової верхівки і членів партії Селянського союзу на противагу «перконкрустівцям», що зумовило пост Бангерскіса. До того, як заступити на нову посаду, яка зробила його сумнозвісним, Бангерскіс працював в департаменті з питань юстиції в маріонетковому Латвійському самоврядування при директорі Валдманісі, який офіційно підпорядковувався главі Латвійського самоврядування генералу латвійської армії Оскарсу Данкерсу.
Наступний етап в кар'єрі Бангерскіса був безпосередньо пов'язаний зі своєрідним переділом сфер впливу в Остланді. На початку 1943 року чітко намітилася тенденція до зміцнення владних повноважень в руках фактичного начальника військової адміністрації Остланду Фрідріха Єккельна, який підпорядковувався безпосередньо рейхсфюреру СС Генріху Гіммлеру. У той же час цивільна адміністрація в особі райхскомісара Остланду Гінріха Лозе звітувала перед міністром у справах східних територій Альфредом Розенбергом, який поступово втратив частку свого впливу в окупованій Прибалтиці. Таким чином, генеральний комісар Латвії, прямий підлеглий Лозе, Отто-Генріх Дрекслер, що контролював діяльність Латвійського самоврядування, був змушений лавірувати між Гіммлером, який обіцяв автономію прибалтам, і співпрацювати зі стороною, яка бомбардувала його меморандумами з метою з'ясування планів окупантів з надання автономії латишам.
Автономія була обіцяна Гіммлером в обмін на широкомасштабну мобілізацію чоловіків призовного віку для формування Латиського легіону СС. Відповідальність за комплектування легіону ніс Єккельн, який оголосив загальну мобілізацію у війська СС і допоміжні загони 24 лютого 1943 року. 30 квітня 1943 року Бангерскіс отримав призначення на посаду генерал-інспектора Латиського легіону СС з деякою затримкою в два місяці, а до цього 3 березня він отримав звання группенфюрера. Військові адміністратори проігнорували свою обіцянку, що командувачем легіоном стане латиш, оскільки це призначення стало багато в чому формальним показником участі латишів в управлінні військовими підрозділами. Справжніми командирами 15-й латиської дивізії СС в складі легіону був німець Ганзен, 2-й латиської бригади — німець бригаденфюрер СС фон Шольц, в той час як посада Бангерскіса багато в чому була номінальною. У його обов'язки входив чисто технічний облік і видання різних прокламацій для підтримки бойового духу і апеляцій німецькому командуванню, в яких формулювалися прохання.
Інспекція поповнення військ СС в Остланді для зручності адміністрування 4 жовтня 1943 року змушена була створити місцеву Комісію військ СС, начальником якої був обраний Бангерскіс. Таким чином, всі наступні акції поповнення військ СС проводилися з його відома і закріплювалися його підписом.
Бангерскіс збирав дані про мобілізованих до складу легіону СС, особисто ставив підписи під звітними документами про проведення мобілізації. Так, він упорядкував дані про весняний призов, відзвітувавшись перед начальством про те, що з березня по серпень 1943 року в війська СС було зараховано 22 500 осіб, а у допоміжні структури в рамках вермахту — 12 700 чоловік, при тому, що 6000 чоловік віддали перевагу ухилитися від призову. У вересні 1943 року Ригу з пропагандистськими цілями відвідав Гіммлер і зустрівся з Бангерскісом. В ході особистої зустрічі Бангерскіс отримав чергову «клятву», що в знак вдячності за успішно і оперативно проведену мобілізацію генеральний комісаріат Латвія може розраховувати на повноцінну автономію. 6 жовтня 1943 року Бангерскіс офіційно звернувся по радіо до латишів і оприлюднив обіцянку рейхсфюрера, заявивши: «Фюрер сказав, що народ, в якому виявилося стільки відмінних бійців, не повинен залишатися в тіні.» Незабаром після його полум'яного відгуку стався показовий конфуз: в періодичному виданні «Німецька газета в Остланді» від імені Бангерскіса був опублікований повторний заклик до латишів вступати до легіону. Автором цієї «містифікації» був Єккельн, що викликало образу Бангерскіса, проте незабаром генерал-інспектор змінив гнів на милість, оскільки Єккельн запропонував йому взяти на себе проведення осіннього призову.
20 січня 1944 року Бангерскіс поставив свій підпис під документом про новий призов в Латвійський легіон СС осіб 1917 року народження, які до 17 червня 1940 року були підданими Латвії. Замітка про здійснення чергової мобілізації заради того, щоб заслужити незалежність під контролем рейху, з'явилася в офіціозної газеті «Тевія», а з рішенням німецької адміністрації про мобілізацію Бангерскіс ознайомився раніше, тобто був поставлений перед фактом.
Ще раніше, 3 листопада 1942 року Гіммлер видав багато в чому показовий указ, згідно з яким насильницькому вивозу на роботу в Німеччину з рейхскомісаріату Остланд підлягало «все зайве і працездатне населення в районі дії банд». Під позначенням «банди» слід розуміти партизанські загони і угруповання, наприклад, Особливий латвійський партизанський загін під командуванням Віліса Самсона, який діяв з листопада 1942 року, і Північнолатвійская партизанська бригада під керівництвом Езерніека і Рашкевіца. Бангерскіс після наради з Данкерсом з приводу надто радикального указу рейхсфюрера виробили спільну відповідь і попросили Гіммлера висилати тільки тих осіб, які проживали в прифронтовій смузі і могли бути незабаром звільнені Червоною армією, на що Гіммлер через Єккельна дав добро.
Восени 1944 року влада Остланду ухвалила рішення про нову мобілізацію, оскільки в ході літніх боїв 15-я і 19-а дивізії СС зазнали серйозних втрат. Був оголошений призов осіб 1925—1926 років народження, а особи 1906—1925 років народження, які раніше отримали відстрочку від військової служби, повинні були з'явитися на повторний огляд у обов'язковому порядку. У той же час адміністративний апарат Єккельна перейнявся долею зовсім юних призовників 1927—1928 років народження, яких зараховували у допоміжні загони. Подібні розпорядження також видавалися на підставі офіційних звернень Бангерскіса, який робив все можливе для залучення поповнення в легіон.
Раніше, 6 липня 1944 року Бангерскіс направив апеляцію Гіммлеру, в якій висловив здивування самостійною політикою Єккельна, котрий в більшості випадків нехтував думкою Бангерскіса, проводячи заклик без консультацій з номінальним главою комісії поповнення. Літо 1944 року в цьому відношенні стало вирішальним: стало зрозуміло, хто є справжнім управителем краю, одноосібним вершителем доль призовників до легіону. За свою бурхливу діяльність на своїй посаді Єккельн отримав «почесне» прізвисько «Остландський диктатор», а Бангерскіс ратив навіть останні залишки самостійності в ухваленні рішень.
Після відступу німців восени 1944 року Бангерскіс вирушив з ними до Німеччини. 1945 року в Потсдамі був обраний президентом Латвійського Національного комітету. 29 квітня 1945 році він видає наказ про звільнення всіх латвійських воїнів в Німеччині від німецької присяги.

### Життя після війни
21 червня 1945 року заарештований англійськими військами. Утримувався в готелі в Госларі. 2 липня переведений до в'язниці в Брауншвейгу, 19 липня — в табір для військовополонених в Вестертімку, 23 липня — в табір Зандбостель. 20 листопада 1945 року переведений до табору для латишів, білорусів тощо у Фрісландії. 25 грудня 1945 року звільнений. Проживав в Західній Німеччині був членом організації Яструби Даугави.
Загинув 25 лютого 1958 року в Ольденбурзі в автокатастрофі (винуватець не встановлений). У зв'язку з ліквідацією кладовища в Ольденбурзі, де був похований Бангерскіс, 16 березня 1995 року, як кавалер ордена Лачплесіса, він був урочисто перепохований на Братському кладовищі в Ризі біля пам'ятника Матері-Латвії. Попри урядову заборону Міністерству оборони брати участь у перепохованні, в церемонії брали участь військовослужбовці запасу у військовій уніформі і діючі офіцери армії в цивільному.

## Нагороди
- Орден Святого Станіслава
  - 3-го ступеня з мечами
  - 2-го ступеня (3 березня 1916)
- Орден Святої Анни
  - 4-го ступеня
  - 3-го ступеня (затв. ВП 12 травня 1915)
  - 2-го ступеня (ВП 24 червня 1915), мечі до ордену (10 квітня 1917)
- Орден Святого Володимира
  - 4-го ступеня з мечами і бантом (21 січня 1915)
  - 3-го ступеня з мечами
- Георгіївська зброя (11 вересня 1917) — за бій 17 січня 1917 року в якому тимчасово командував 4-м латиським Відземським сторожовим полком.
- Георгіївський хрест 4-го ступеня з лавровою гілкою (листопад 1917)
- Орден Святого Георгія 4-го ступеня
- Круа-де-Герр з пальмовою гілкою (Франція) (1920)
- Орден Почесного легіону, командорський хрест (Франція)
- Орден Трьох зірок 3-го і 2-го ступеня (Латвійська республіка)
- Військовий орден Лачплесіса 3-го ступеня (Латвійська республіка)
- Хрест Заслуг айзсаргів (Латвійська республіка)
- Білий хрест Союзу оборони 2-го ступеня (Естонська Республіка)
- Орден Орлиного хреста 2-го ступеня (Естонська Республіка)
- Хрест Свободи (Естонія) 3 класу 1-го ступеня (20 лютого 1925)
- Орден Хреста Витязя 1-го ступеня (Литовська республіка)
- Медаль Незалежності Литви
- Орден Відродження Польщі, командорський хрест із зіркою
- Хрест Воєнних заслуг (Третій Рейх)
  - 2-го класу з мечами (1943)
  - 1-го класу з мечами (19 липня 1944)
- Залізний хрест 2-го класу (Третій Рейх) (15 липня 1944)
- Золотий знак організації «Яструби Даугави»